# Priscilla Knetemann
Priscilla Knetemann (Rotterdam, 23 januari 1992) is een Nederlandse (musical- en stem)actrice.

## Levensloop
Al van kinds af aan speelde Knetemann in verschillende producties, zowel musical-, toneel-, film- als televisieproducties. Ze speelde onder meer Louise Lodewijkx in de populaire televisieserie Gooische Vrouwen en speelde op haar tiende Gretl in de Nederlandse Sound of Music. Van 2010 tot 2015 speelde ze Charley in de jeugdserie SpangaS.
Knetemann werd geboren in Rotterdam en verhuisde toen ze anderhalf was naar Scheveningen. Ze heeft nog een drie jaar jongere zus en een twaalf jaar jongere zus.
In 2021 trouwde zij met haar vriend.

## Filmografie

### Film
- 2000: Isabelle – jonge Jeanne
- 2001: A Funeral for Mr. Smithee – meisje
- 2004: Verborgen gebreken – Chris Jansen
- 2004: Mass – kleindochter
- 2004: De Wilde Bende (Die Wilden Kerle) – stem
- 2006: Dummy, NPS Kort! – meisje
- 2006: Afblijven! – zusje Jordi
- 2011:  Gooische Vrouwen – Louise Lodewijkx
- 2014: Gooische Vrouwen 2 – Louise Lodewijkx
- 2015: Big Hero 6 – Honey Lemon (stem)
- 2015: SpangaS in actie – Charley Bogaarts
- 2016: Fataal – Sophie Halder
- 2017: Pestkop – Emma
- 2022: Marokkaanse bruiloft – baliemedewerker vliegveld

### Televisie
- 2004: Madame Jeanette – Ansje
- 2005: Keyzer & De Boer Advocaten – Anne Glas
- 2005: Parels & Zwijnen – jonge Francesca
- 2005-2009: Gooische Vrouwen – Louise Lodewijkx
- 2006: Spoorloos verdwenen – Eloise Jongkind
- 2009: De hoofdprijs – Florentine
- 2010: De co-assistent – Claire
- 2010-2015: SpangaS – Charley Bogaarts
- 2011: Hart tegen Hard – Sydney Groen
- 2012: Moordvrouw – Tanya
- 2012: Zaak Zappendael – zichzelf
- 2013: Danni Lowinski – Judith
- 2015: Bureau Raampoort – Berber

## Musicals
- 2001-2002: Grace, Bert Maas producties – Caroline
- 2002-2003: The Sound of Music, Joop van den Ende Theaterproducties – Gretl
- 2003: Robin Hood, Nederlands Musical Ensemble – dorpeling
- 2004: Merlijn, Nederlands Musical Ensemble – Trol
- 2005: Anna en de 7... zwavelstokjes, Nederlands Musical Ensemble – lelijk eendje
- 2006: Het geheim van het Muiderslot, Nederlands Musical Ensemble – geest
- 2007: Zigana, Nederlands Musical Ensemble – vampier
- 2016-2017: Vals, DommelGraaf Theaterproducties – Pippa
- 2017-2018: Shock, Theater Terra – Lilly
- 2018-2019: Charley, Pretpakhuis – Celine Heemstede

## Nasynchronisatie
- 2012: A.N.T. Farm – Paisley
- 2014: Wolfblood – Shannon
- 2014: Zoey 101 – Lola
- 2014-heden: Lena en Cem – Lena
- 2013-2014: Violetta – Lara
- 2015-heden: Miraculous: Tales of Ladybug & Cat Noir – Sabrina
- 2015: Robocar Poli – Jin
- 2016: Soy Luna – Tamara
- 2016: The Powerpuff Girls – Blossom
- 2017: Bigfoot Junior – Tina de rode eekhoorn
- 2018: 101 Dalmatian Street – Dolly
- 2018: Rapunzels Wilde Avontuur – Vex
- 2018: She-ra en de powerprinsessen – Glinster
- 2019: Trouble – Bella
- 2019-heden: Draken: Reddingsrijders – Zomer
- 2021-heden: Centaurwereld – Glendale
- 2021: Terug naar de outback - Dorien
- 2023: Star Wars: Visions – Daal
- 2025: Zombies 4: Dawn of the Vampires - Nova

## Toneel
- 2006: All Tomorrow's Parties
- 2007: De Bunker – joods meisje
- 2023: De Klucht van Sinterklaas – Ronnie